# Vieirópolis
Vieirópolis este un oraș în Paraíba (PB), Brazilia.